# Саад Хусейн
Саад Хусейн — письменник з Бангладешу, який пише англійською мовою. Його основні жанри: пригоди, наукова фантастика, чорна комедія. Найвідоміший роман — «Втеча з Багдада» був опублікований в американському виданні «Unnamed Press» та індійському «Aleph» у 2015 році. Також цей твір перекладений французькою мовою.

## Біографія
Саад Хуйсейн народився в міста Дакка, Бангладеш. В 1997 році закінчив Американську міжнародну школу в м. Дакка. В період з 1997 по 2001 рік навчався в Університеті Вірджинії, США.

## Критика
«Втеча з Багдаду» отримав добрі відгуки критиків, та був включений до списку найкращих книжок 2015 року американського видання «Financial Times».
|                                        | Вперше після вторгнення США до Іраку, бангладешський письменник Саад Хуйсен дебютував з романом, який є бунтом витравного гумору та гонзо розповідей. |
| — James Lovegrove, The Financial Times | |

## Антології
Короткі оповідання Саада Хуйсена були включені до різних антологій, серед них:
- «Djinns Live by the Sea» у збірнику «Apex Book of World SF 4».
- «Bring Your Own Spoon», у збірнику «The Djinns Fall in Love» (вийде у березні 2017 року).